# روبن كاتشانيكليتش
روبن كاتشانيكليتش (بالسويدية: Robin Kačaniklić)‏ هو لاعب كرة قدم سويدي في مركز الوسط، ولد في 25 أغسطس 1988 في هلسينغبورغ في السويد. شارك مع منتخب السويد تحت 17 سنة لكرة القدم ومنتخب السويد تحت 19 سنة لكرة القدم. أما مع النوادي، فقد لعب مع نادي أورغريته ونادي نوردشيلاند ونادي هلسينغبورغ.

## وصلات خارجية
- روبن كاتشانيكليتش على موقع اتحاد السويد (السويدية)
- روبن كاتشانيكليتش على موقع قاعدة بيانات كرة القدم.إي يو (الإنجليزية)
- روبن كاتشانيكليتش على موقع Soccerway.com (الإنجليزية)